# Liste der Baudenkmäler in Röhrnbach

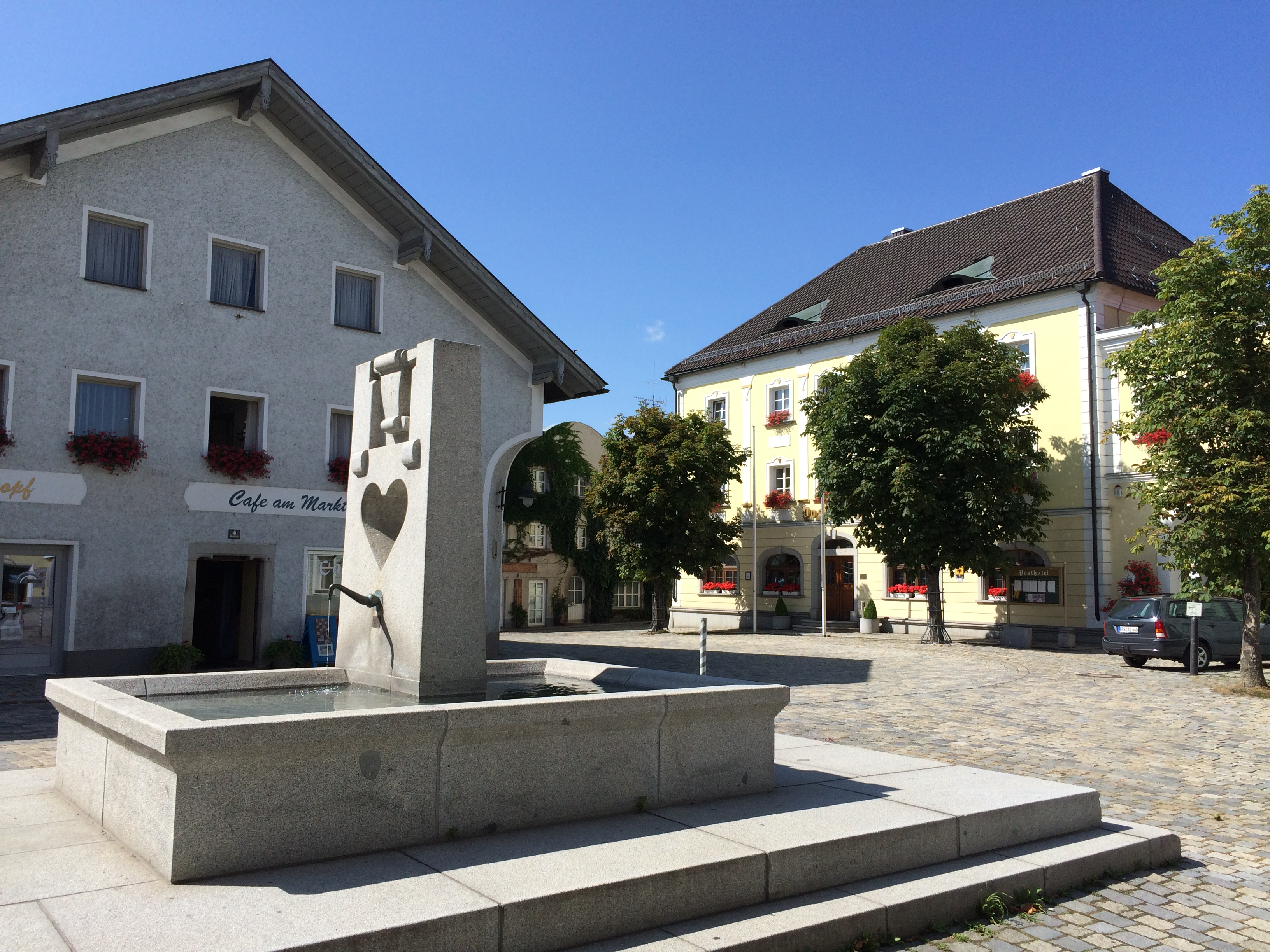
Der Marktplatz von Röhrnbach. Der Brunnen, gestaltet von Bildhauer Edmund Puchner, nimmt Bezug auf das Wappen der Marktgemeinde.

Auf dieser Seite sind die Baudenkmäler in dem niederbayerischen Markt Röhrnbach zusammengestellt. Diese Tabelle ist eine Teilliste der Liste der Baudenkmäler in Bayern. Grundlage ist die Bayerische Denkmalliste, die auf Basis des Bayerischen Denkmalschutzgesetzes vom 1. Oktober 1973 erstmals erstellt wurde und seither durch das Bayerische Landesamt für Denkmalpflege geführt wird. Die folgenden Angaben ersetzen nicht die rechtsverbindliche Auskunft der Denkmalschutzbehörde.

## Baudenkmäler nach Ortsteilen

### Röhrnbach
| Lage                           | Objekt                              | Beschreibung | Akten-Nr.     | Bild                                |
| ------------------------------ | ----------------------------------- | --- | ------------- | ----------------------------------- |
| Bahnhofstraße 12 (Standort)    | Ehemaliger Bahnhof Röhrnbach        | Bestandteil der 1892 eröffneten Nebenbahn Passau–Freyung, Bahnhofs- und Nebengebäude in Polygonalmauerwerk mit Eckquaderungen und Ziegeleinfassungen, 1890; Hauptbau, eingeschossiger Schopfwalmdachbau mit Kniestock; nach Norden anschließend Dienstraum und Güterhalle, erdgeschossiger Walmdachbau, zum Teil verbrettert; Nebengebäude mit Aborten, ehemaliger Waschküche und Holzlegen, eingeschossiger Schopfwalmdachbau mit Kniestock. | D-2-72-141-64 | BW                                  |
| Freyunger Straße 4 (Standort)  | Wohnhaus                            | Zweigeschossiger Schopfwalmdachbau mit Putzgliederungen und stark profiliertem Abschlussgesims, bezeichnet 1807. | D-2-72-141-2  | BW                                  |
| Goldener Steig 7 (Standort)    | Ehemaliger Gasthof                  | Zweigeschossiger Zweiflügelbau, Südflügel mit Pultdach, nördlicher Längstrakt mit Halbwalmdach, im Kern 18. Jahrhundert; Stadel, zweigeschossiger Satteldachbau, Bruchstein, zum Teil verbrettertes Holzständerwerk, wohl 19 Jahrhundert; Hauskruzifix, Holz, farbig gefasst, 18./19. Jahrhundert. | D-2-72-141-4  | BW                                  |
| Goldener Steig 9 (Standort)    | Wohnhaus                            | Zweigeschossiger Flachsatteldachbau mit Putzgliederung und Stuckdekor, bezeichnet 1818. | D-2-72-141-5  | BW                                  |
| Marktplatz 3 (Standort)        | Ehemaliger Gasthof                  | Zweieinhalbgeschossiger Zweiflügelbau, Südflügel traufständig mit Walmdach und Putzgliederung, Nordflügel mit Satteldach, im Kern 17./18. Jahrhundert, Nischenfigur Immakulata, 18. Jahrhundert. | D-2-72-141-7  | BW                                  |
| Marktplatz 8 (Standort)        | Steinerne Hausbank                  | Bezeichnet 1849. | D-2-72-141-9  | BW                                  |
| Marktplatz 14 (Standort)       | Katholische Pfarrkirche St. Michael | Dreischiffige Hallenkirche mit Walmdach und eingezogenem, dreiseitig geschlossenem Chor, integrierter Westturm mit Glockenhaube, bezeichnet 1748, Turmunterbau mittelalterlich; mit Ausstattung; Friedhofsmauer, Bruchstein, im westlichen Abschnitt mit spitzbogigen Blendarkaden und Mittelpavillon, 19. Jahrhundert; Kriegerdenkmal, kubusartiger Block auf Stufensockel, mit Reliefierung und Inschriften, 1924.                          | D-2-72-141-1  | Katholische Pfarrkirche St. Michael |
| Perlesreuter Straße (Standort) | Bildstock                           | Toskanische Säule, Laterne mit Bildnische und Inschriften, Granit, bezeichnet 1732. | D-2-72-141-15 | BW                                  |
| Perlesreuter Straße (Standort) | Wegkapelle Herz Jesu                | Massivbau mit Satteldach, neugotisch, bezeichnet 1848; mit Ausstattung; nordwestlich an der Straße nach Perlesreut. | D-2-72-141-14 | BW                                  |
| St.-Korona-Straße (Standort)   | Stadel                              | Verbretterte Ständerkonstruktion mit Satteldach, um 1800; ehemals zum Anwesen Hotel Post gehörig. | D-2-72-141-66 | BW                                  |

### Alzesberg
| Lage                    | Objekt      | Beschreibung | Akten-Nr.     | Bild |
| ----------------------- | ----------- | --- | ------------- | ---- |
| Alzesberg 13 (Standort) | Waldlerhaus | Eingeschossiger Flachsatteldachbau mit Kniestock und Stangenschrot, Blockbau, 1. Hälfte 18. Jahrhundert | D-2-72-141-16 | BW   |
| Alzesberg 18 (Standort) | Hakenhof    | Wohnhaus, zweigeschossiger Flachsatteldachbau mit Putzgliederungen, Portal bezeichnet 1819; Stadel, zweigeschossiger Flachsatteldachbau, Holzständerwerk mit Verbretterung, 19. Jahrhundert; Hofeinfriedung, Granitpfosten mit Staketenzaun, 19. Jahrhundert. | D-2-72-141-62 | BW   |

### Außernbrünst
| Lage                      | Objekt      | Beschreibung | Akten-Nr.     | Bild |
| ------------------------- | ----------- | --- | ------------- | ---- |
| Schmiedgasse 1 (Standort) | Traidkasten | Zweigeschossiger Flachsatteldachbau mit Traufseitschrot und Glockenständer, Obergeschoss Blockbau, wohl 1. Viertel 19. Jahrhundert | D-2-72-141-18 | BW   |

### Bruckmühle
| Lage                  | Objekt | Beschreibung | Akten-Nr.     | Bild |
| --------------------- | ------ | --- | ------------- | ---- |
| Bruckmühle (Standort) | Brücke | Brücke der alten Straße Außernbrünst-Röhrnbach über den Osterbach, Teil des Oberen Goldenen Steigs, Bogenbau aus Bruchsteinen, 1594 erstmals erwähnt; mit Brückenkapellchen St. Johann von Nepomuk in Brückenmitte an der östlichen Brüstungsmauer; mit Ausstattung | D-2-72-141-19 | BW   |

### Deching
| Lage                  | Objekt    | Beschreibung | Akten-Nr.     | Bild |
| --------------------- | --------- | --- | ------------- | ---- |
| Deching 15 (Standort) | Bildstock | Pestsäule, toskanische Säule, Laterne mit Bildnische und Inschriften, Granit, bezeichnet 1660.                                                           | D-2-72-141-67 | BW   |
| In Deching (Standort) | Kapelle   | Satteldachbau mit eingezogener halbrunder Apsis und Dachreiter, mit Putzstreifengliederung, Ende 19. Jahrhundert mit Ausstattung, im Chor Lourdesgrotte. | D-2-72-141-20 | BW   |

### Goggersreut
| Lage                       | Objekt      | Beschreibung | Akten-Nr.     | Bild |
| -------------------------- | ----------- | --- | ------------- | ---- |
| Goggersreut 6 (Standort)   | Vierseithof | Wohnhaus, zweigeschossiger Satteldachbau, im Obergeschoss Segmentbogenfenster, nach Westen Passauer Fenster, bezeichnet 1808; Kuhstall, zweigeschossiger Satteldachbau mit Zwerchhäusern, zum Teil verputztes Bruchsteinmauerwerk, 19. Jahrhundert; Kälberstall, zweigeschossiger Satteldachbau, 19. Jahrhundert; Austragshaus, zweigeschossiger Satteldachbau, nach Süden Gebäudedurchfahrt, Erdgeschoss Bruchstein, Obergeschoss Ziegelmauerwerk, bezeichnet 1886; Tenne, eingeschossiger Halbwalmdachbau, zum Teil Ziegelsichtmauerwerk, Fenster mit Ornamentziegel-Gittern, 1913; Granitbrunnentrog mit gusseiserner Brunnensäule, um 1900. | D-2-72-141-63 | BW   |
| Goggersreut 7 a (Standort) | Kruzifix    | Mit Beifigur Maria, Holz, farbig gefasst, um 1850. | D-2-72-141-65 | BW   |

### Großwiesen
| Lage                     | Objekt                                         | Beschreibung | Akten-Nr.     | Bild                                           |
| ------------------------ | ---------------------------------------------- | --- | ------------- | ---------------------------------------------- |
| Großwiesen 4 (Standort)  | Kapellenausstattung des Vorgängerbaus von 1817 | Heiligenfiguren und Kruzifixe, Holz, farbig gefasst, 18./19. Jahrhundert; in moderner Kapelle.                                                           | D-2-72-141-22 | Kapellenausstattung des Vorgängerbaus von 1817 |
| Großwiesen 14 (Standort) | Austragshaus eines ehemaligen Vierseithofs     | Eineinhalbgeschossiger und traufständiger Flachsatteldachbau, Portal bezeichnet „1920“, im Kern älter, Bohlenbalkendecke in der Stube bezeichnet „1827“. | D-2-72-141-21 | BW                                             |
| In Großwiesen (Standort) | Steinkreuz                                     | Granit, wohl 16. Jahrhundert. | D-2-72-141-24 | BW                                             |

### Haberlmühle
| Lage                     | Objekt      | Beschreibung | Akten-Nr.     | Bild |
| ------------------------ | ----------- | --- | ------------- | ---- |
| Haberlmühle 1 (Standort) | Haberlmühle | Hauptgebäude, zweigeschossiger Halbwalmdachbau, Portal bezeichnet 1837, im Kern wohl älter; im Garten Laterne einer ehemaligen Pestsäule, mit Bildnische und Inschriften, bezeichnet 1665. | D-2-72-141-25 | BW   |

### Harsdorf
| Lage                  | Objekt                                  | Beschreibung | Akten-Nr.     | Bild |
| --------------------- | --------------------------------------- | --- | ------------- | ---- |
| Harsdorf 6 (Standort) | Wohnhaus eines ehemaligen Vierseithofes | Zweigeschossiger Flachsatteldachbau mit Putzgliederungen, Mitte 19. Jahrhundert; Stall, eingeschossiger Flachsatteldachbau über hakenförmigem Grundriss, Bruchstein, zum Teil verbrettertes Holzständerwerk, 1839. | D-2-72-141-28 | BW   |

### Höbersberg
| Lage                     | Objekt                                      | Beschreibung                                                                                                | Akten-Nr.     | Bild |
| ------------------------ | ------------------------------------------- | --- | ------------- | ---- |
| Höbersberg 12 (Standort) | Bauernhaus                                  | Zweigeschossiger Satteldachbau, Stuckfassade mit Scheinbalustraden und Weinranken, farbig gefasst, um 1870. | D-2-72-141-29 | BW   |
| Höbersberg 12 (Standort) | Kreuzgruppe mit Arma Christi und Beifiguren | Holz, farbig gefasst, 18./19. Jahrhundert, an Nebengebäude.                                                 | D-2-72-141-30 | BW   |

### Irlesberg
| Lage                    | Objekt              | Beschreibung                                                                               | Akten-Nr.     | Bild |
| ----------------------- | ------------------- | ------------------------------------------------------------------------------------------ | ------------- | ---- |
| In Irlesberg (Standort) | Kapellenausstattung | Kruzifix mit Arma Christi, Holz, farbig gefasst, 19. Jahrhundert; in moderner Holzkapelle. | D-2-72-141-31 | BW   |

### Kaltenstein
| Lage                     | Objekt                      | Beschreibung | Akten-Nr.     | Bild           |
| ------------------------ | --------------------------- | --- | ------------- | -------------- |
| Kaltenstein 2 ()         | Wohnhaus eines Vierseithofs | zweigeschossiger Massivbau mit Halbwalmdach und Putzgliederung, bezeichnet mit "1877", im Kern älter                                                                                   | D-2-72-141-74 |                |
| Kaltenstein 4 (Standort) | Burgruine Kaltenstein       | Bergfried der 1389 errichteten Burg, etwa 15 m hoher Turmrest über quadratischem Grundriss mit Pyramidendach, Bruchsteinmauerwerk, seit 1966 restauriert und zu Wohnzwecken ausgebaut. | D-2-72-141-32 | weitere Bilder |

### Kleinwiesen
| Lage                     | Objekt                           | Beschreibung | Akten-Nr.     | Bild |
| ------------------------ | -------------------------------- | --- | ------------- | ---- |
| Kleinwiesen 5 (Standort) | Ausnahmshaus eines Vierseithofes | Zweigeschossiger Flachsatteldachbau mit Putzgliederungen, giebelseitig Bildnische, bezeichnet 1904; Hoftor, mit korbbogiger Durchfahrt und Nebeneingang, gleichzeitig. | D-2-72-141-35 | BW   |

### Kumreut
| Lage                         | Objekt                             | Beschreibung | Akten-Nr.     | Bild           |
| ---------------------------- | ---------------------------------- | --- | ------------- | -------------- |
| Kirchbergstraße 3 (Standort) | Katholische Pfarrkirche St. Joseph | Saalkirche mit Steildach und eingezogenem, halbrund geschlossenem Chor, Flankenturm mit Spitzhelm, neuromanisch, 1905/06 von Johann Schott; mit Ausstattung; Friedhofsmauer, Bruchstein, wohl gleichzeitig; Leichenhalle, Steildachbau mit offener Vorhalle, neuromanisch, wohl gleichzeitig. | D-2-72-141-36 | weitere Bilder |

### Lobenstein
| Lage                    | Objekt      | Beschreibung | Akten-Nr.     | Bild |
| ----------------------- | ----------- | --- | ------------- | ---- |
| Lobenstein 6 (Standort) | Troadkasten | Zweigeschossiger Flachsatteldachbau, Obergeschoss Blockbau, mit Traufseit-Schrot, wohl 1. Viertel 19. Jahrhundert. | D-2-72-141-41 | BW   |

### Nebling
| Lage                  | Objekt                          | Beschreibung                                                                      | Akten-Nr.     | Bild |
| --------------------- | ------------------------------- | --------------------------------------------------------------------------------- | ------------- | ---- |
| Nebling 12 (Standort) | Ausnahmhaus eines Vierseithofes | Eineinhalbgeschossiger Flachsatteldachbau, Portal bezeichnet 1859, im Kern älter. | D-2-72-141-71 | BW   |

### Oberndorf
| Lage                    | Objekt                              | Beschreibung | Akten-Nr.     | Bild                                |
| ----------------------- | ----------------------------------- | --- | ------------- | ----------------------------------- |
| Oberndorf 32 (Standort) | Katholische Filialkirche St. Korona | Saalkirche mit Satteldach und eingezogenem, halbrund geschlossenem Chor, turmartiger Giebelreiter über Risalit nach Süden, 1887; mit Ausstattung. | D-2-72-141-44 | Katholische Filialkirche St. Korona |

### Paulusmühle
| Lage                     | Objekt     | Beschreibung                                                                                                   | Akten-Nr.     | Bild |
| ------------------------ | ---------- | --- | ------------- | ---- |
| Paulusmühle 1 (Standort) | Hofkapelle | Satteldachbau über rechteckigem Grundriss, mit Rundbogenöffnungen, 2. Hälfte 19. Jahrhundert; mit Ausstattung. | D-2-72-141-45 | BW   |

### Pötzerreut
| Lage                    | Objekt   | Beschreibung                                                                         | Akten-Nr.     | Bild |
| ----------------------- | -------- | ------------------------------------------------------------------------------------ | ------------- | ---- |
| Pötzerreut 8 (Standort) | Wegkreuz | Kruzifix mit Arma Christi und Beifiguren, Holz, farbig gefasst, 18./19. Jahrhundert. | D-2-72-141-48 | BW   |

### Praßreut
| Lage                   | Objekt      | Beschreibung | Akten-Nr.     | Bild |
| ---------------------- | ----------- | --- | ------------- | ---- |
| Praßreut 8 (Standort)  | Waldlerhaus | Zweigeschossiger traufständiger Flachsatteldachbau, Blockbau mit Stangenschrot, 2. Hälfte 18. Jahrhundert.                         | D-2-72-141-50 | BW   |
| Praßreut 10 (Standort) | Bauernhof   | Wohnhaus, zweigeschossiger Flachsatteldachbau, Obergeschoss Blockbau, giebelseitig mit zwei Balusterschroten, Ende 18. Jahrhundert | D-2-72-141-51 | BW   |
| In Praßreut (Standort) | Ortskapelle | Satteldachbau über rechteckigem Grundriss, 2. Hälfte 19. Jahrhundert; mit Ausstattung.                                             | D-2-72-141-49 | BW   |

### Rumpenstadl
| Lage                      | Objekt                                            | Beschreibung | Akten-Nr.     | Bild |
| ------------------------- | ------------------------------------------------- | --- | ------------- | ---- |
| In Rumpenstadl (Standort) | Historische Ausstattung der ehemaligen Hofkapelle | Kruzifix mit Assistenzfiguren Maria und Johannes, 1. Hälfte 19. Jahrhundert; heute in neuem Kapellenbau von 1956, modernisiert. | D-2-72-141-53 | BW   |

### Steinerleinbach
| Lage                         | Objekt      | Beschreibung                                                        | Akten-Nr.     | Bild |
| ---------------------------- | ----------- | ------------------------------------------------------------------- | ------------- | ---- |
| Steinerleinbach 1 (Standort) | Ortskapelle | Steildachbau mit Dachreiter und Stufengiebel, historisierend, 1913. | D-2-72-141-54 | BW   |

### Wilhelmsreut
| Lage                       | Objekt                        | Beschreibung | Akten-Nr.     | Bild |
| -------------------------- | ----------------------------- | --- | ------------- | ---- |
| Wilhelmsreut 8 (Standort)  | Hausfigur Hl. Florian         | Holz, farbig gefasst, in segmentbogiger Nische, 17./18. Jahrhundert                                                                                  | D-2-72-141-57 | BW   |
| Wilhelmsreut 11 (Standort) | Kruzifix mit Assistenzfiguren | Kruzifix mit Beifiguren, Holz, farbig gefasst, 19. Jahrhundert; am Stadel.                                                                           | D-2-72-141-61 | BW   |
| Wilhelmsreut 14 (Standort) | Waldlerhaus                   | Eingeschossiger und traufständiger Flachsatteldachbau mit Kniestock, Blockbau mit Stangenschrot, 17./18. Jahrhundert, nördlicher Gebäudeteil massiv. | D-2-72-141-58 | BW   |
| In Wilhelmsreut (Standort) | Kapellenausstattung           | Kruzifix und Heiligenfiguren, Holz, farbig gefasst, 19. Jahrhundert; in moderner Ortskapelle.                                                        | D-2-72-141-59 | BW   |

## Ehemalige Baudenkmäler
In diesem Abschnitt sind Objekte aufgeführt, die früher einmal in der Denkmalliste eingetragen waren, jetzt aber nicht mehr. Objekte, die in anderem Zusammenhang also z. B. als Teil eines Baudenkmals weiter eingetragen sind, sollen hier nicht aufgeführt werden. Aktennummern in diesem Abschnitt sind ehemalige, jetzt nicht mehr gültige Aktennummern.

| Lage                                                                     | Objekt                           | Beschreibung | Akten-Nr.     | Bild |
| ------------------------------------------------------------------------ | -------------------------------- | --- | ------------- | ---- |
| Röhrnbach Goldener Steig 3 (Standort)                                    | Rundbogiges Türgerüst            | bezeichnet 1852 | D-2-72-141-3  | BW   |
| Röhrnbach Marktplatz 1 (Standort)                                        | Steinernes Türgerüst             | bezeichnet 1644 | D-2-72-141-6  | BW   |
| Röhrnbach Marktplatz 4 (Standort)                                        | Steinernes Türgerüst             | neugotisch | D-2-72-141-8  | BW   |
| Röhrnbach Marktplatz 9 (Standort)                                        | Bildtafel Hl. Dreifaltigkeit     | 19. Jahrhundert | D-2-72-141-10 | BW   |
| Röhrnbach Marktplatz 11 (Standort)                                       | Wohn- und Geschäftshaus          | Traufseitbau mit Putzgliederung und abgewalmtem Dachende, Anfang 19. Jahrhundert.                                                                                        | D-2-72-141-11 | BW   |
| Röhrnbach Marktplatz 13 (Standort)                                       | Gasthaus                         | Traufseitbau mit Putzgliederung und abgewalmtem Dachende, Anfang 19. Jahrhundert; zusammengebaut mit Nr. 11.                                                             | D-2-72-141-12 | BW   |
| Röhrnbach Nördlich der alten Brücke bei Bruckmühl (Standort)             | Grenzstein                       | Grenzstein des Marktes Röhrnbach, Granitsäule mit Wappenschild, bezeichnet 1625;                                                                                         | D-2-72-141-13 | BW   |
| Großwiesen Nordöstlich auf Anhöhe (Standort)                             | Burgstall                        | Geringe Mauerreste einer 1367 erstmals bezeugten Burg. | D-2-72-141-23 | BW   |
| Harsdorf Harsdorf 8 (Standort)                                           | Traidkasten                      | Zweigeschossiger Flachsatteldachbau, Blockbau, zum Teil Bruchsteinmauerwerk, 1. Drittel 19. Jahrhundert                                                                  | D-2-72-141-27 | BW   |
| Harsdorf Harsdorf 35 (Standort)                                          | Kapelle                          | 1. Hälfte 19. Jahrhundert; mit Ausstattung | D-2-72-141-26 | BW   |
| Kleinwiesen Kleinwiesen 2 (Standort)                                     | Steinerner Türsturz              | bezeichnet 1842 | D-2-72-141-33 | BW   |
| Kleinwiesen Kleinwiesen 3 (Standort)                                     | Steinerner Türsturz              | bezeichnet 1842 | D-2-72-141-34 | BW   |
| Kumreut An der Straße nach Großwiesen vor dem Breitwiesenbach (Standort) | Bildstock                        | Steinsäule mit Laterne, 18./19. Jahrhundert; | D-2-72-141-38 | BW   |
| Lobenstein Lobenstein 4 (Standort)                                       | Troadkasten                      | Zweigeschossiger Blockbau, 18./19. Jahrhundert | D-2-72-141-40 | BW   |
| Nebling Nebling 7 (Standort)                                             | Wohnhaus eines Vierseithofes     | mit Putzverzierungen und Glasscherbenornamentik, 3. Viertel 19. Jahrhundert; am Stadel Freskenreste.                                                                     | D-2-72-141-42 | BW   |
| Nebling Nebling 12 (Standort)                                            | Troadkasten                      | 1. Drittel 19. Jahrhundert; neben dem Tor des Vierseithofes. | D-2-72-141-43 | BW   |
| Pötzerreut Pötzerreut 3 (Standort)                                       | Ausnahmshaus eines Vierseithofes | Kniestock-Blockbau mit Flachsatteldach, bezeichnet 1859. | D-2-72-141-46 | BW   |
| Pötzerreut In Pötzerreut (Standort)                                      | Waldlerhaus                      | später ergänzt zu Vierseithof | D-2-72-141-47 | BW   |
| Praßreut Praßreut 13 (Standort)                                          | Traidkasten                      | Zum Vierseithof gehöriger Traidkasten, auf Bruchsteinmauer, 1. Drittel 19. Jahrhundert; ehemaliger Roßstall, massiv, mit Blockbau-Kniestock, 1. Drittel 19. Jahrhundert. | D-2-72-141-52 | BW   |
| Voggenberg In Voggenberg (Standort)                                      | Kapellenausstattung              | Alte Ausstattung der modernen Kapelle. | D-2-72-141-56 | BW   |
| Voggenberg Voggenberg 3 a (Standort)                                     | Traidkasten                      | Blockbau auf Bruchsteinerdgeschoss, 1. Hälfte 19. Jahrhundert | D-2-72-141-55 | BW   |
| Wilhelmsreut Stampferleite (Standort)                                    | Feldkapelle                      | Holzbau, Ende 19. Jahrhundert; mit Ausstattung; einen Kilometer südwestlich, am Waldrand.                                                                                | D-2-72-141-60 | BW   |